# Marienmünster (Königshofen an der Heide)

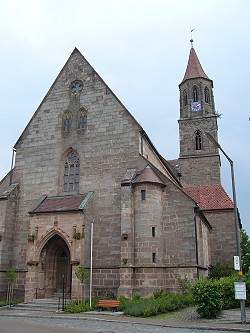
Marienmünster, Westseite

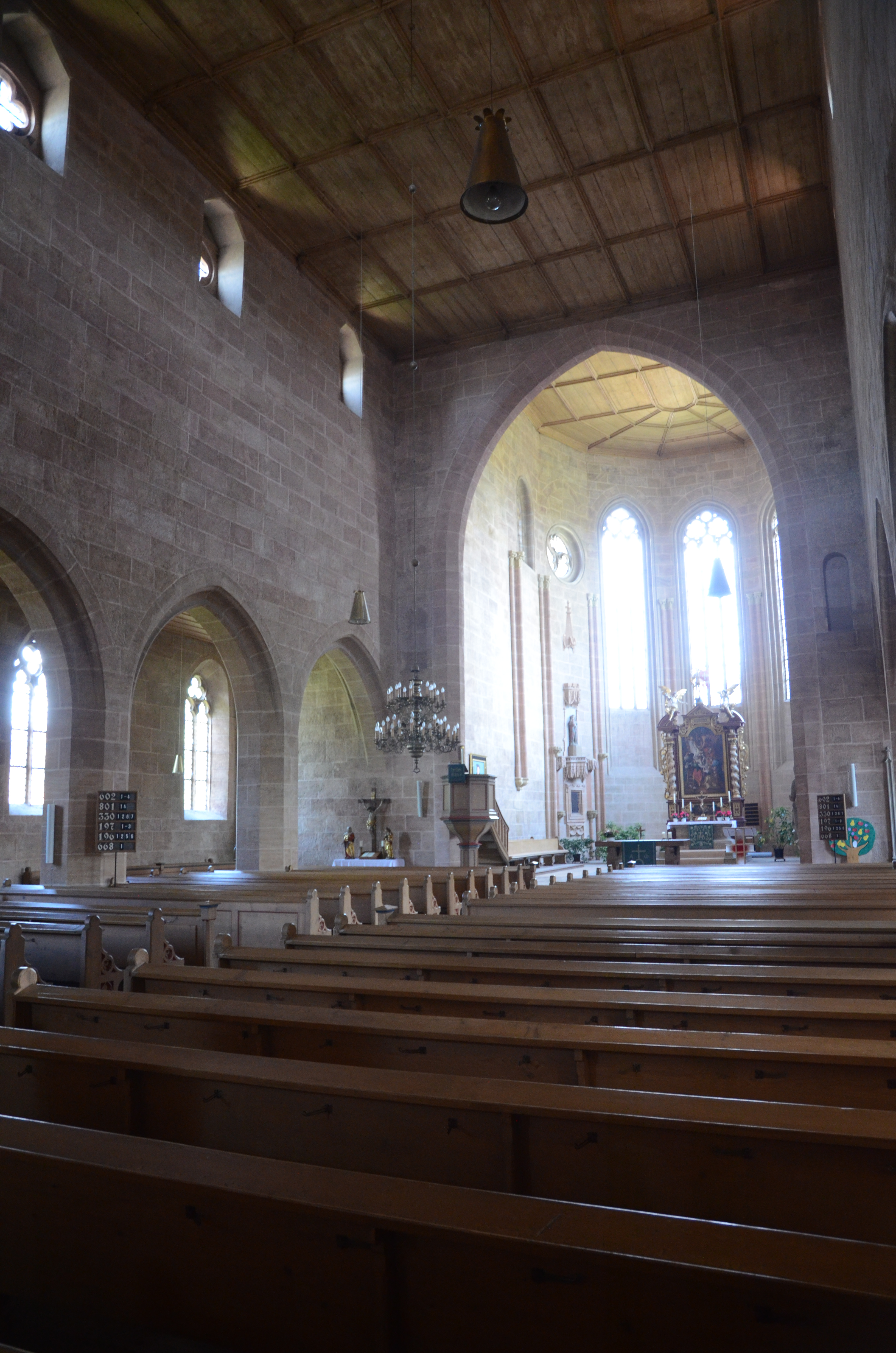
Innenansicht, Mittelschiff und Chor

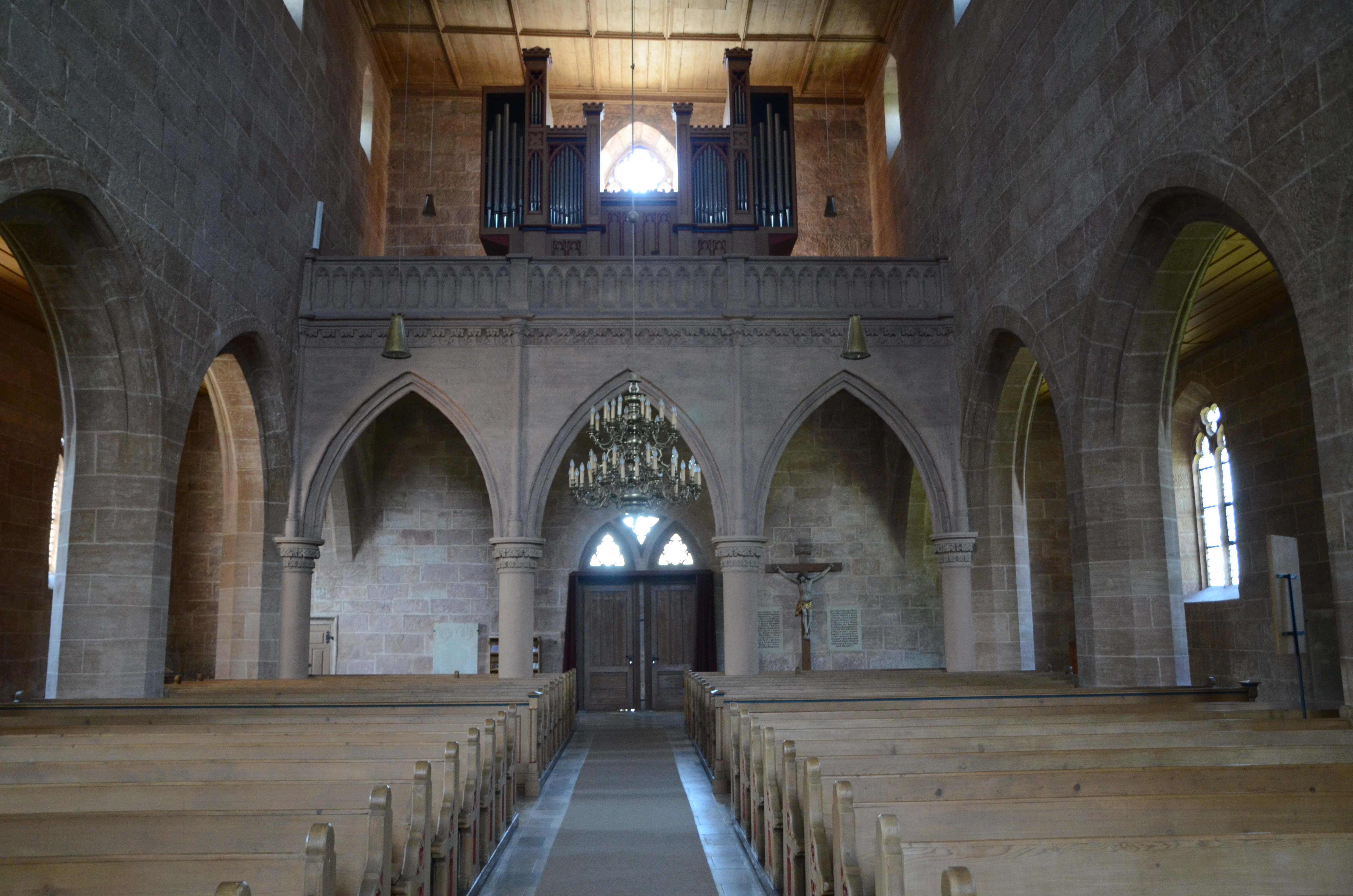
Westempore

Das Marienmünster ist eine nach Maria benannte evangelisch-lutherische Kirche in Königshofen an der Heide (Dekanat Ansbach).

## Kirchengemeinde
Das Marienmünster war ursprünglich eine Filiale von St. Walburga und Nikolaus in Beyerberg. In der zweiten Hälfte des 14. Jahrhunderts wurde es zu einer selbständigen Pfarrei erhoben. Zur Pfarrei gehörten die Filialen St. Katharina (Bechhofen) und St. Georg (Sachsbach). Patronatsherren waren zunächst die Herren von Pappenheim, darauf folgend die Herren von Seckendorff, von 1620 bis 1803 das Hochstift Eichstätt. Bis zur Reformation, die in Königshofen 1565 Einzug hielt, war das Marienmünster eine Wallfahrtskirche.
1902 wurde die Kirchengemeinde Bechhofen zur Pfarrei erhoben und St. Georg in Sachsbach zur Filiale von Bechhofen erklärt. Die heutige Kirchengemeinde Königshofen umfasst die Ortschaften Arberg, Birkach, Oberkönigshofen, Rohrbach, Röttenbach, Waizendorf und Weihermühle.

## Kirchengebäude

### Baugeschichte
Die bestehende Kirche wurde in der zweiten Hälfte des 14. Jahrhunderts im spätgotischen Stil aus Sandsteinquadern errichtet. Sie hatte ursprünglich zwei Türme und einen Chor mit 7/10-Schluss im Osten und eine dreischiffige Staffelhalle im Westen. Das südliche Seitenschiff wurde 1517 verdoppelt. 1632 wurde die Kirche durch einen Brand schwer beschädigt und konnte erst 1658 notdürftig wiederhergestellt werden. Erst 1723 waren sämtliche Bauarbeiten abgeschlossen. Die Kirche wurde hierbei baulich zur Basilika umgeändert. Am 1. Juni 1788 wurde der Nordturm durch einen Blitzschlag schwer beschädigt und musste deswegen 1810 auf Höhe des Kirchendaches abgebrochen werden, 1868 dann vollständig. An seiner Stelle wurde eine Sakristei errichtet. 1956/57 wurde das Marienmünster umfassend restauriert.

### Baubeschreibung
Der Chor mit dem 7/10-Schluss hat ein Walmdach. Durch acht Strebepfeiler ist er in Segmenten untergliedert, die meist ein Maßwerkfenster haben. Das Langhaus hat ein Laternendach. Das südliche Seitenschiff gegen den Turm hin weist drei Walmgauben auf. An der Nord- und Südseite hat das Langhaus fünf Achsen von spitzbogigen Maßwerkfenstern. An der Nordseite sind diese zweigliedrig, zwischen zweitem und drittem Fenster gibt es ein spitzbogiges Stufenportal. An der Südseite sind diese drei- bzw. viergliedrig und das mittlere Fenster ist durch ein Spitzbogenportal ersetzt. Im Obergaden weist das Mittelschiff an der Nord- und Südseite Fenster in Vierpassform auf. An der Westseite gibt es einen kleinen Anbau mit Pultdach für das rundbogige Stufenportal, links und rechts davon jeweils einen Strebepfeiler, der das Mittelschiff von den Seitenschiffen abgrenzt. Über diesem befindet sich ein dreigliedriges, spitzbogiges Maßwerkfenster. Im Giebel gibt es zwei kleinere zweigliedrige, spitzbogige Maßwerkfenster, darüber ein Fenster in Vierpassform. Rechts vom Portal steht ein kleiner Rundturm, der als Treppenaufgang zur Westempore genutzt wird. Der Südturm hat einen quadratischen Grundriss und ist fünfgeschossig. Die einzelnen Geschosse sind durch Gesimse gegliedert. Im vierten Geschoss hat er zweigliedrige, spitzbogige Maßwerkschallöffnungen. Das fünfte Geschoss ist achteckig und weist zu allen Seiten zweigliedrige, spitzbogige Schallöffnungen auf. Der Turm schließt mit einem achtseitigen Spitzhelm ab.
Auch im Inneren der Kirche sind die Sandsteinquader zu sehen, der Verputz wurde 1875 entfernt. Das Saal- und Chorgewölbe ist durch das Einfügen von flachen Holzdecken nicht mehr zu sehen. Spitzbogenarkaden an der Nord- und Südseite grenzen das Mittelschiff von den Seitenschiffen ab. Seit 1870/80 gibt es eine Westempore, die auf Spitzbogenarkaden ruht. Das Mittelschiff ist durch eine Spitzbogenarkade mit dem Chor verbunden.